# Euselenops luniceps
Euselenops luniceps is een slakkensoort uit de familie van de Pleurobranchaeidae. De wetenschappelijke naam van de soort is voor het eerst geldig gepubliceerd in 1817 door Cuvier.

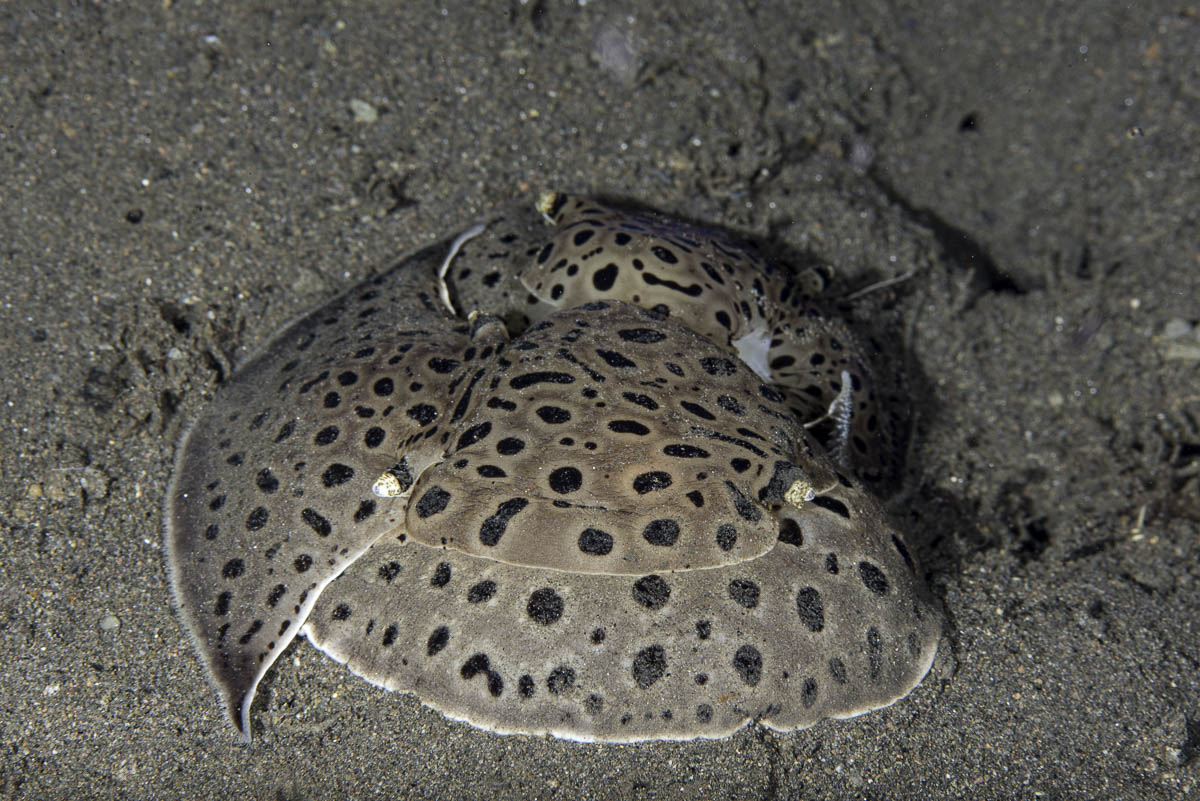
parend koppel